# Свенссон, Эгон
Эгон Эдвин Роланд Свенссон (швед. Egon Edvin Roland Svensson; 17 ноября 1913,  Мальмё, Швеция — 12 июня 1995, Мальмё, Швеция) — шведский борец греко-римского стиля, серебряный призёр Олимпийских игр, призёр чемпионатов Европы. Отец Роланда Свенссона, серебряного призёра чемпионата мира 1969 года по греко-римской борьбе, участника олимпиады 1968 года  

## Биография
В 1935 году в первый раз стал чемпионом Швеции. 
На Летних Олимпийских играх 1936 года в Берлине боролся в весовой категории до 56 килограммов (легчайший вес). По регламенту турнира борец получал в схватках штрафные баллы. Набравший 5 штрафных баллов спортсмен выбывал из турнира. В легчайшем весе борьбу вели 18 борцов.
Эгон Свенссон показательно провёл первые три встречи, чисто выиграв у всех соперников. После четвёртого круга (в котором не участвовал) он лидировал по штрафным очкам с большим отрывом: у ближайшего претендента было 4 штрафных балла. И даже после поражения в пятом круге Свенссон лидировал, однако в финальной встрече потерпел поражение и остался с серебряной медалью. 
| Выступление на Олимпийских играх 1936 года | Выступление на Олимпийских играх 1936 года | Выступление на Олимпийских играх 1936 года | Выступление на Олимпийских играх 1936 года | Выступление на Олимпийских играх 1936 года | Выступление на Олимпийских играх 1936 года | Выступление на Олимпийских играх 1936 года |
| Круг                                       | Соперник                                   | Страна                                     | Результат                                  | Баллы                                      | Всего баллов                               | Время схватки                              |
| ------------------------------------------ | ------------------------------------------ | ------------------------------------------ | ------------------------------------------ | ------------------------------------------ | ------------------------------------------ | ------------------------------------------ |
| 1                                          | Ивар Стокке                                | Норвегия                                   | Победа Туше                                | 0                                          | 0                                          | 18:19                                      |
| 2                                          | Франц Кристен                              | Швейцария                                  | Победа Туше                                | 0                                          | 0                                          | 6:06                                       |
| 3                                          | Антоний Рокита                             | Польша                                     | Победа Туше                                | 0                                          | 0                                          | 4:49                                       |
| 4                                          |                                            |                                            |                                            | 0                                          | 0                                          |                                            |
| 5                                          | Якоб Брендель                              | Нацистская Германия                        | Поражение По очкам                         | 0-3 -3                                     | -3                                         |                                            |
| Финал                                      | Мартон Лёринц                              | Венгрия                                    | Поражение По очкам                         | 0-3 -3                                     |                                            |                                            |

В 1937 и 1938 годах был серебряным призёром чемпионата Европы. В 1939 году остался лишь на четвёртом месте. 
Умер в 1995 году